# Pfarrkirche Nemmersdorf
Pfarrkirche Nemmersdorf är en evangelisk-luthersk kyrkobyggnad som ligger i stadsdelen Nemmersdorf i Goldkronach, Landkreis Bayreuth i Bayern, Tyskland. Kyrkan är tillägnad Jungfru Maria.

## Kyrkobyggnaden
Kyrkans äldsta del är östtornet som tillkom på 1200-talet. Tornet vid västra sidan tillkom på 1400-talet. Tillsammans med intilliggande Schloss Nemmersdorf bildade kyrkan en försvarsanläggning. De höga tornspirorna tillkom på 1800-talet.
Pfarrkirche Nemmersdorf är en klövsadelkyrka och består av ett långhus vars östra och västra kortsida har varsitt kyrktorn.

## Inventarier
Ett stort krucifix och en Mariaklocka från 1400-talet härstammar från en tidigare hallkyrka.